# Lopenická hornatina
Lopenická hornatina je geomorfologický podcelek Bílých Karpat. Nejvyšší vrch je Velký Lopeník (911 m n. m.), podle kterého je území pojmenováno. Pohoří se rozkládá po obou stranách česko-slovenské státní hranice.

## Polohopis
Podcelek leží ve střední části Bílých Karpat a svou severní částí kopíruje státní hranici. Na území Slovenska sousedí pouze s podcelky vlastního pohoří: na východě navazuje Súčanská vrchovina, jižním směrem leží Bošácké bradla a západním směrem pokračují Bílé Karpaty podcelku Beštiny.

## Ochrana přírody
Území je součástí CHKO Bílé Karpaty, z maloplošných chráněných území zde leží:
- Jachtár – přírodní rezervace
- Drietomica – přírodní památka
- Petrová – přírodní památka
- Blažejová – přírodní památka

## Doprava
Severovýchodním okrajem území vede významná silniční komunikace (silnice I/50 a silnice I/9 na Slovensku; Starý Hrozenkov – Drietoma).